# Madhuca primoplagensis
Madhuca primoplagensis är en tvåhjärtbladig växtart som beskrevs av Willem Willen Vink. Madhuca primoplagensis ingår i släktet Madhuca och familjen Sapotaceae. Inga underarter finns listade i Catalogue of Life.